# Aili Keskitalo

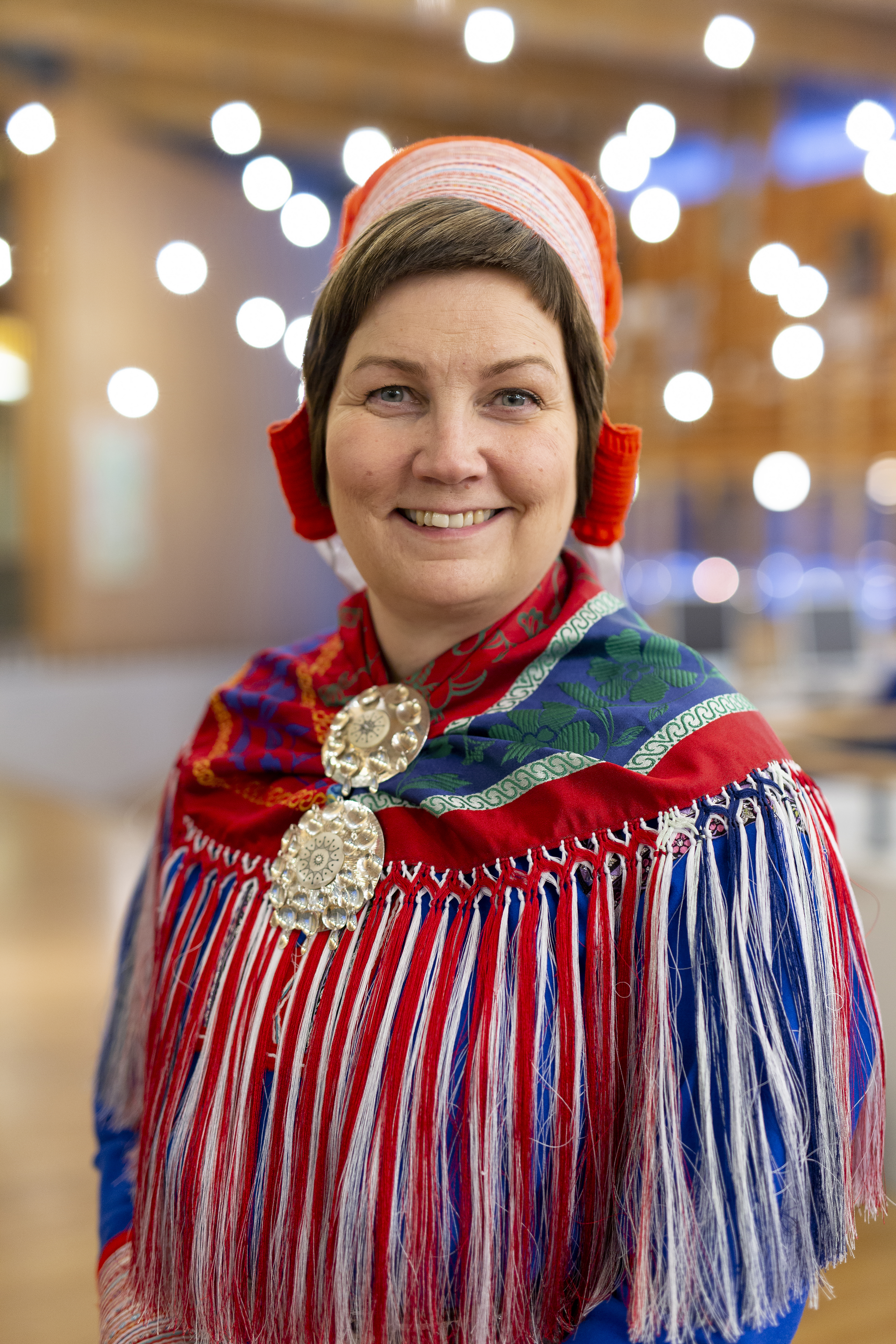
Aili Keskitalo, 2020

Aili Keskitalo (* 29. Oktober 1968 in Hammerfest), mit nordsamischem Namen Biehttar Heaikka Elle Máreha Áili, ist eine norwegisch-samische Politikerin des Norske Samers Riksforbunds (NSR). Zwischen 2005 und 2021 war sie Abgeordnete im Sameting. Dabei fungierte sie von 2005 bis 2007, von 2013 bis 2016 sowie von 2017 bis 2021 als Sametingspräsidentin.

## Leben
Keskitalo ist die Tochter zweier Lehrer und stammt aus Kautokeino (nordsamisch Guovdageaidnu), wo sie die samische weiterführende Schule Samisk videregående skole besuchte. Ihre Familie engagierte sich im Bereich der samischen Kultur und Politik. So fertigte ihre Mutter samischsprachige Lehrbücher an und ihr Großvater gründete gemeinsam mit ihrer Mutter die samischen Organisation Kautokeino sameforening, eine Lokalorganisation des Norske Samers Riksforbunds. Sie studierte Wirtschaftswissenschaften und schloss ein Masterstudium ab. Von 1992 bis 1995 arbeitete sie als Teil des Flugpersonals bei der Fluggesellschaft SAS, anschließend bis 1998 in der Kommunalverwaltung von Kautokeino. Von 1998 bis 2009 war sie für die Verwaltung der Samischen Hochschule (Samisk høgskole) tätig. Sie selbst begann sich wie ihre Familie in der Kautokeino sameforening zu engagieren. Eine Zeit lang fungierte sie als deren Vorsitzende.

### NSR-Vorsitzende und erste Amtszeit als Sametingspräsidentin
Im Juni 2003 erfolgte Keskitalos Wahl zur Vorsitzenden des NSR. Im Februar 2005 wurde sie zur Präsidentschaftskandidatin des NSR für die kommende Sametingswahl gewählt. Zugleich wurde sie auch als NSR-Vorsitzende bestätigt. Bei der Wahl im Herbst 2005 zog sie erstmals in das samische Parlament, dem norwegischen Sameting, ein. Dort vertrat sie in ihrer ersten Legislaturperiode den Wahlkreis Kautokeino. Nach der Wahl wurde sie im Oktober 2005 mit 22 zu 21 Stimmen zur Sametingspräsidentin gewählt. Ihre Wahl wurde vom NSR gemeinsam mit Samefolkets parti, Senterpartiet sowie den Wahllisten Flyttsamelista i Kautokeino und Samer bosatt i Sør-Norge getragen. Sie wurde dabei die erste Frau an der Spitze eines Sametingsråds. Keskitalos Vorgänger im Amt des Sametingspräsidenten war ihr Parteikollege und Schwager Sven-Roald Nystø.
Ihre erste Amtszeit als Sametingspräsidentin dauerte bis 2007 an. Ihr folgte der Arbeiderpartiet-Politiker Egil Olli. Zuvor hatte es bereits längere Zeit interne Streitigkeiten in Keskitalos Sametingsråd gegeben. Als der NSR den NSR-Politiker Jarle Jonassen als Keskitalos Vertreter während ihrer Zeit im Mutterschutz bestimmte und nicht auf den Vizepräsidenten Johan Mikkel Sara setzte, wurde die Zusammenarbeit der Fraktionen verstärkt in Frage gestellt. Keskitalo verkündete schließlich im September 2007 die Auflösung der Zusammenarbeit. Ab 2007 setzte Keskitalo als NSR-Fraktionsvorsitzende und als Mitglied im Ausschuss für Jugend und Bildung im Sameting fort. Ab 2009 repräsentierte sie aufgrund einer Reform der samischen Wahlkreise den Kreis Ávjovárri. Von 2009 bis 2013 war sie Mitglied im Plan- und Finanzausschuss des Parlaments. Zwischen 2008 und 2013 fungierte Keskitalo erneut als NSR-Vorsitzende. Aufgrund einer Krebsdiagnose musste sie längere Zeit pausieren. Sie erklärte sich schließlich bereit, bei der Wahl 2013 wieder als Spitzenkandidatin zu kandidieren.

### Zweite und dritte Amtszeit als Samtingspräsidentin

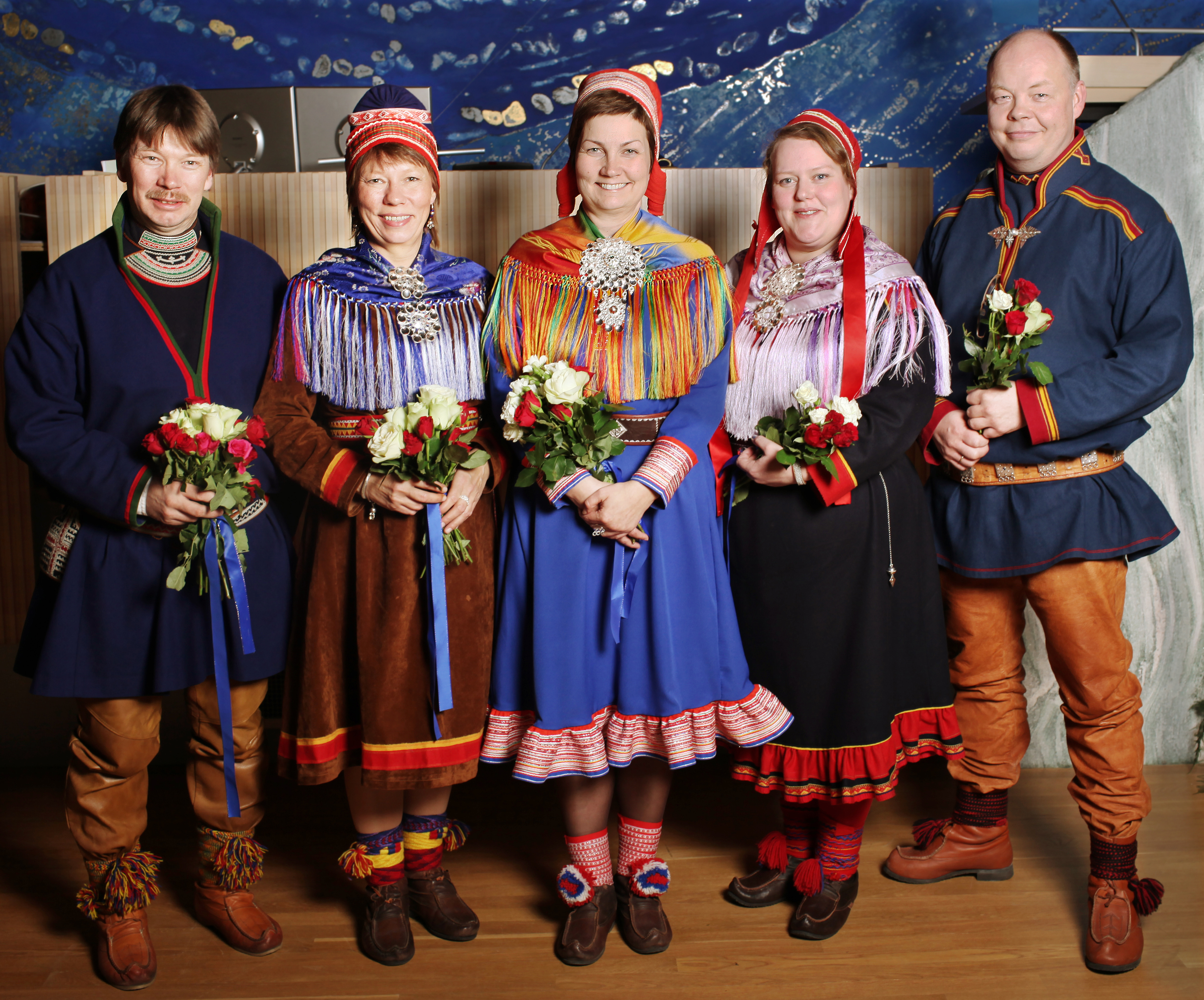
Keskitalo in der Mitte ihres 2013 gebildeten Sametingsråds

Bei der Wahl 2013 wurde der NSR erneut die größte Partei. Anschließend wurde sie erneut zur Sametingspräsidentin gewählt. Nachdem zuvor Verhandlungen mit anderen Parteien gescheitert waren, bildete der NSR erstmals einen Sametingsråd ohne Mehrheit im Parlament. Ende 2016 konnte sie im Parlament keine Mehrheit für ihren Haushaltsplan finden, stattdessen wurde der der Opposition angenommen. Nachdem sich eine Mehrheit für einen Misstrauensantrag gegen sie und ihren Sametingsråd gefunden hatte, endete ihre Zeit als Sametingspräsidentin erneut während einer laufenden Legislaturperiode. Ihr folgte Vibeke Larsen von der Arbeiderpartiet, die gemeinsam mit Høyre und Árja eine Koalition bildete. Bei der Wahl 2017 konnte der NSR wiederum die meisten Stimmen erzielen und Keskitalo wurde zum dritten Mal zur Sametingspräsidentin gewählt.
Im Juni 2020 gab Keskitalo bekannt, dass sie bei der Sametingswahl 2021 nicht mehr antreten werde. Entsprechend schied sie nach der Wahl im Herbst 2021 aus dem Parlament und damit auch aus dem Amt der Sametingspräsidentin aus. Ihr folgte ihre Parteikollegin Silje Karine Muotka als neue Präsidentin.